# The Watercolors
The Watercolors je debitantski studijski album slovenske elektronske zasedbe Your Gay Thoughts. V digitalni obliki je izšel 18. septembra 2015 pri založbi Kina Šiška, v obliki CD-ja in vinilne plošče pa 29. januarja 2016 pri kanadski založbi King Deluxe. Album so 18. septembra 2015 tudi uradno predstavili na koncertu v Kinu Šiška.

## Ozadje
Za album so Your Gay Thoughts kot prva skupina prejeli prispevek upravljavca Kina Šiška, ki ga je ta začel pobirati kot »kulturni evro« od prejemnikov brezplačnih vstopnic. Kot zmagovalci projekta Kulturni evro za leto 2014 so s Prostorom urbane kulture Kino Šiška podpisali zavezujočo pogodbo, da bodo sredstva porabili za snemanje albuma. Predstavitvi albuma v Ljubljani je sledila manjša evropska turneja (München, Hamburg – Reeperbahn Festival, Škofja Loka, Zagreb, Praga, Beograd, Izola, Budimpešta).

## Kritični odziv
Kritični odziv na album je bil pozitiven. Za Mladino je Borka za album rekla, da je »zasanjana in elegantna pobarvanka številnih zvočnih nians in je lagana elektronska, a topla glavozibnica z mehkimi, skoraj jazzovskimi miniaturami in s produkcijo, ki letvico prestavlja precej više«, a dodala, da vsebuje tudi »dikcijo besedil, ki se ji bodo nekateri le stežka privadili«.
Za MMC RTV-SLO je Miroslav Akrapović rekel: »Your Gay Thoughts se ne slišijo kot nekdo, ki bi zlepil posamezne glasbene okuse ali okuse posameznikov. Zato morda njihov prvenec v celoti najbolj oddaja ambientalna čustva.«
V recenziji za Radio Študent je Matej Mihevc napisal: »Vsej žanrski raznolikosti in vsesplošni fragmentiranosti navkljub plošča deluje kot kohezivna in lepo zaokrožena celota, ob kateri se lahko vedno znova prepustimo številnim detajlom in analiziramo nekatere subtilne progresije in druge nenadne preskoke.«
Ob koncu leta 2015 je bil album uvrščen na 4. mesto seznama Naj domača tolpa bumov 2015.

### Priznanja
| objava        | uvrstitev | seznam                      |
| ------------- | --------- | --------------------------- |
| Radio Študent | 4.        | Naj domača tolpa bumov 2015 |

## Seznam pesmi
Vso glasbo je napisal Gregor Kocijančič, razen kjer je to navedeno. Vsa besedila je napisal Michael Thomas Taren.
| Št.             | Naslov                                    | Dolžina |
| --------------- | ----------------------------------------- | ------- |
| 1.              | „Claude Monet Acapella‟                   | 0:16    |
| 2.              | „Wet Vexing Rose‟                         | 3:25    |
| 3.              | „To Disappear‟ (Kocijančič, Luka Uršič)   | 3:17    |
| 4.              | „Dybbuk‟                                  | 3:16    |
| 5.              | „Thats Past‟                              | 3:49    |
| 6.              | „Spitting Image‟                          | 3:05    |
| 7.              | „Cup of Smoke‟                            | 3:43    |
| 8.              | „Among the Lull‟                          | 3:47    |
| 9.              | „Gastrolith Pt. 2‟                        | 4:44    |
| 10.             | „Transit of Venus‟                        | 3:22    |
| 11.             | „Claude Monet‟ (intro: Kocijančič, Uršič) | 7:38    |
| Skupna dolžina: | Skupna dolžina:                           | 40:23   |

## Zasedba
| Your Gay Thoughts - Gregor Kocijančič — vokal, klaviature, sintesajzer, bas kitara - Aljaž "Fejzo" Košir — bobni, beati - Luka Uršič — vokal, klaviature - Mina Fina — videoprojekcije (v živo), oblikovanje - Michael Thomas Taren — besedila | Ostali - Erik Banhalmi — mastering, dodatno programiranje - Lajos Nadhazi — koproducent, mastering, dodatno programiranje - Kristóf Ambrózy — koproducent - Jernej Kržič — snemanje vokalov |